# Téka Alapítvány

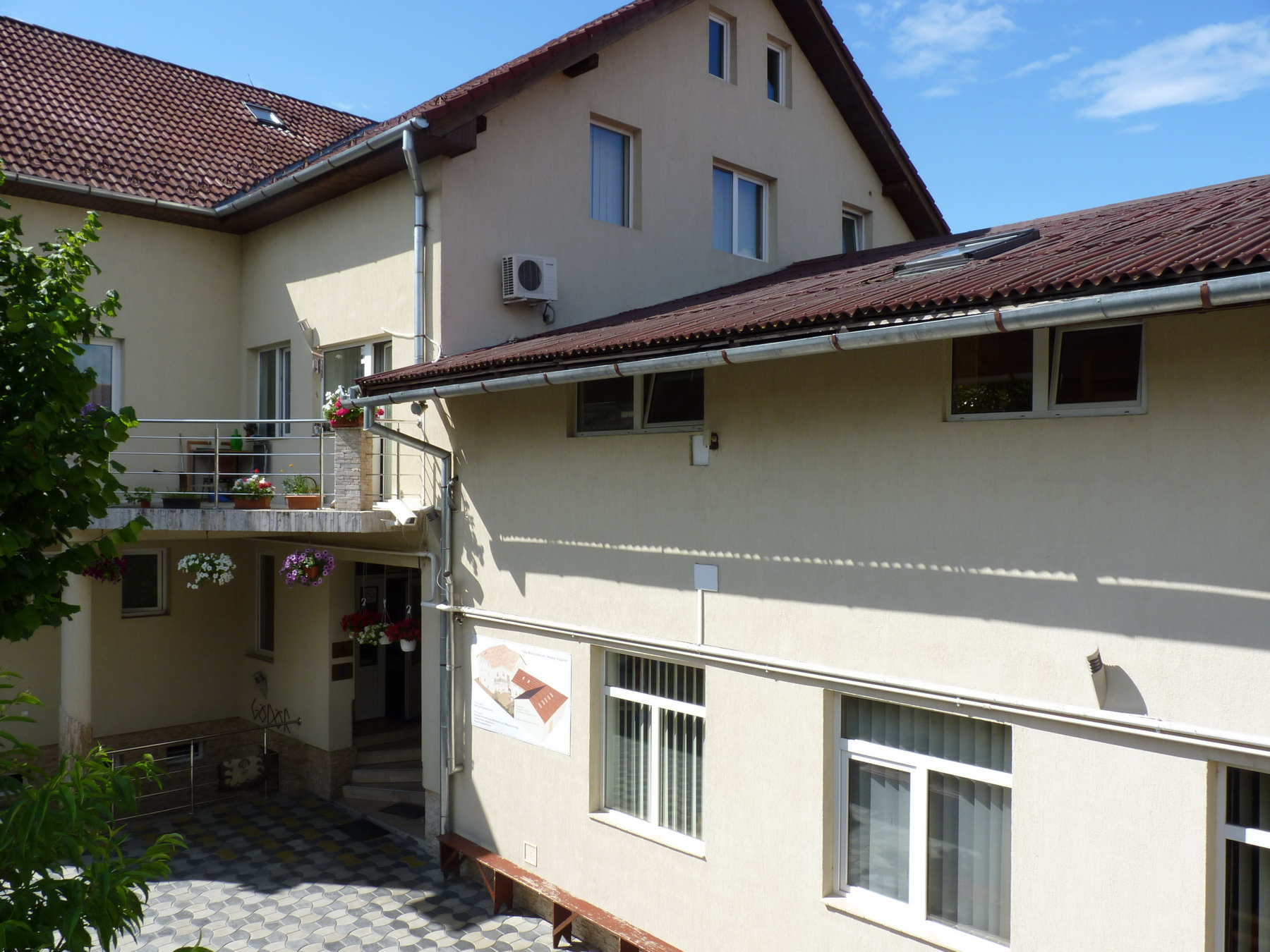
Téka Ház

A Téka Alapítvány egy 1993-ban alakult, szamosújvári székhelyű civil szervezet. Célja a közművelődés, oktatás, ifjúság- és közösségfejlesztés a mezőségi szórványban.
A szervezet elnöke az alapítástól kezdődően Balázs Bécsi Attila.
Az alapítvány küldetése az, hogy civil intézményes kereteket biztosítson és korszerűen megszervezze a város és a mezőségi régió közművelődési, oktatási és közösségi életét; hozzájáruljon a térség általános rehabilitációs és modernizációs folyamataihoz.

## Mérföldkövek
- 1993 - az alapítás éve
- 1995 - a Téka Művelődési Központ létrehozása
- 2000 - a Téka Szórványkollégium létrehozása
- 2005 - a Tóvidék Program elindítása
- 2006 - a Magyariskola Mezőségen program elindítása
- 2009 – a Téka Alapítvány a magyar kormány Nemzeti Jelentőségű Intézménye lett
- 2016 - a szamosújvári magyar iskola felépítése és az új oktatási intézmény, a Kemény Zsigmond Elméleti Líceum létrehozása
- 2019 - a Téka Művelődési Központ Akkreditált Kiváló Tehetségpont lett
- 2019 - a TéKarám Lovasudvar létrehozása
- 2020 - a Téka Kézművesház létrehozása
- 2021 – az új szórványbentlakás felépítésének elkezdése

## Története
A szervezet működésének első éveiben (1993-95) az alapítvány székhelye a szamosújvári Alkantarai Szent Péter ferences templom és kolostor egyik cellája volt.
1995-ben az Illyés Közalapítvány Magyar Ház Programjának támogatásával egy szamosújvári, belvárosi házat vásároltak, és „kalákában” újítottak fel, ahol létrejött a Téka Művelődési Központ. Az alapítvány ingatlanjait és infrastruktúráját művelődési és oktatási központként meg közösségi térként használják. Ezen belül zajlanak le az állandó programok, itt található az iroda és innen kiindulva szervezik meg az időszakos programokat, nagy rendezvényeket. 
Az alapítvány 2000-ben csatlakozott a válaszúti Kallós Zoltán Alapítvány által 1999-ben elindított szórványoktatási programhoz, amely összehangolt és tervszerű módon, hosszútávon biztosítja a mezőségi szórványközösség anyanyelven történő oktatását. A program keretén belül a Téka Alapítvány egy kollégium létrehozását, működtetését és a mezőségi szórványoktatási központ felépítését vállalta. A Mezőségi Téka Szórványkollégiumot 2001-ben hozta létre, 2006-ban pedig átadták a kollégium új épületét.
2005-ben a Téka Alapítvány fontos szerepet játszott a Tóvidék Program beindításával, amely azzal a céllal jött létre, hogy támogassa a tóvidéki falvak modernizációs törekvéseit. A program célkitűzései: a helyi anyagi és szellemi erőforrások feltérképezése; tájházak létrehozása minden nagyobb szórványtelepülésen; multifunkcionális közösségi terek kialakítása és felszerelése; a programban résztvevő települések turisztikai, idegenforgalmi népszerűsítése, a helyi kulturális kínálat minőségi rendszerben történő bemutatása.
Az intézményfejlődés következő szakaszában, 2007-ben megnyitotta a Feketelaki Művelődési és Táborközpontot, majd a 2009-ben pedig a Feketelaki Tájházat és a Közösségi Központot.
2008-ban egy uniós pályázatnak köszönhetően saját kézműves műhelyt hoztak létre a szervezet székhelyén, egy külön épületben. Itt rendezték be a keramikus műhelyt 6 hagyományos, 16 elektromos koronggal és három égetőkemencével (kerámia és tűzzománc számára.
2009-től a Téka Alapítványt Nemzeti Jelentőségű Intézményként tartja nyilván Magyarország Kormánya. 
2019-ben A Téka Művelődési Központ Akkreditált Kiváló Tehetségpont lett.
A Téka Alapítvány legnagyobb megvalósítása a Szamosújváron működő mezőségi iskolaközpont felépítése és megalapítása. Az oktatási intézmény létrehozásának gondolata 2006-ban született, de az építkezés csak 2010-ben kezdődött meg, amikor a szamosújvári önkormányzat által biztosított telken, a magyar állam és az RMDSZ támogatásával elkezdődött az építkezés. Az új iskolát 2016 őszén avatták fel. Az avatáson a támogató magyar kormányt Potápi Árpád János nemzetpolitikáért felelős államtitkár képviselte, aki méltatta az iskolát megálmodó Balázs Bécsi Attila elszántságát és munkabírását. Az intézmény létrehozásával befejeződött a nyugat-belső mezőségi és szamosháti szórványoktatás stratégiai fejlesztése. 2018 szeptemberétől javaslatára az iskola a Kemény Zsigmond Elméleti Líceum nevet viseli.
Az alapítvány szórvány oktatási programjának kiegészítéseként 2019 őszén átadták a TéKarám Lovasudvart.
A kézműves programok iránt megnőtt az érdeklődés ezért 2020-tól a műhelyeket egy nagy, jobban kihasználható, több személyt befogadó külön épületbe költöztetik, ahol 2020 létrehozták a Téka Kézművesházat.
2020 őszén egy újabb nagyszabású projekt megvalósításába kezdtek, egy korszerű és felszerelt épületet emelnek, a Kemény Zsigmond Elméleti Líceum mellett, a Mezőségi Téka Szórvány kollégium számára.

## Téka Művelődési Szórványközpont
Az Illyés Közalapítvány támogatásával 1994-után saját ingatlan tulajdonosai lettek, ahol egy folyamatosan működő és nyitva tartó kulturális közösségi teret hoztak létre. Ebben az intézményben heti program alapján megszervezett rendszeres tevékenységeket és felmenő rendszerű évi kis- és nagyprojekteket bonyolítanak le. Az évi programot szeptember 15.-től a következő év szeptember 15-ig tervezik meg (az évad az iskolai évhez igazodik).
Heti tevékenységeiken több mint 600 személy vesz részt; a Kaláka, Kiskaláka, Kenderkóc néptáncegyüttesek, Rozmaring Népdalkórus, néptáncoktatás 150 gyerek számára, népzeneoktatás, zenekarok, kézműves műhelyek, pályázati tanácsadó iroda, az Ifjúsági Szakosztály projektjei, tanfolyamok, képzések, filmklub, multimédia kör, könyvtárprogram.
Felmenő rendszerű nagy rendezvények: XXV. Nemzetközi Néptáncfesztivál; XXI. Nyári honismereti tábor; XXV. Kaláka tábor Feketelakon; XXII. Őszi Fesztivál; XXIV. Mezőségi Népzene és Néptáncfesztivál; XI. Pörgettyű Anyanyelvi vetélkedő; XX. Betlehemes találkozó; XII. Kézműves Tábor, X. Keramikus tábor felnőtteknek, X. Kézműves tábor bentlakó diákoknak, VIII. Feketelaki Irodalmi Tábor, V. Feketelaki zenetábor, IV. Román nyelvi tábor.
A Téka Ház helyet ad időszakos, alkalmi rendezvényeknek is. Ezek konferenciák, fórumok, kiállítások, könyvbemutatók (minden évadban minimum legalább 4 kiállítást és 4 könyvbemutatót szerveznek), versenyek, szórakoztató rendezvények, közösségi és iskolai programok. Ugyanakkor szállást, vendégfogadást és vendégprogramoknak helyszíneket is biztosítanak.
A Művelődési Központ keretén belül jött létre 2019-ben a TéKarám Lovasudvar a Szamosújvár melletti Kérőben. Ugyancsak a központ hozta létre 2020-ban a külön ingatlanban található Téka Kézművesházat. A Téka Művelődési Központ 2019-től Akkreditált Kiváló Tehetségpont.

## Téka Szórványkollégium
A Téka Alapítvány 2000-ben csatlakozott a válaszúti Kallós Zoltán által kezdeményezett Mezőségi Szórványoktatási Programhoz vállalva egy szórványkollégium és mellette egy magyar iskola létrehozását. A Téka számára a program legfontosabb mérföldkövei a Téka Szórványkollégium létrehozása és a szamosújvári Kemény Zsigmond Elméleti Líceum felépítése. 
A 2020-21-es tanévben 135 gondozott diákkal a Téka Szórványkollégium az egyik legnagyobb erdélyi szórványbentlakás (113 bentlakó diák - 35 általános iskolás, 78 középiskolás; 22 kinnlakó). A bentlakók 30 településről származnak: Alsótök, Bálványosváralja, Árpástó, Bethlen, Bonchida, Buza, Feketelak, Felsőtök, Káján, Magyarberéte, Mezőkeszü, Kide, Köblös, Kolozsvár, Lózsárd, Magyardécse, Melegföldvár, Nagysármás, Ördögkeresztúr, Ördöngösfüzes, Radnót, Szászfenes, Szék, Szépkenyerűszentmárton, Vajdakamarás, Válaszút, Veresegyháza, Vice, Visa, Zsuk.

## Iskolaépítés
A Mezőségi Magyar Oktatási Központ építését 2010. szeptembert 1-én kezdték el Szamosújváron és 2016-ban fejezték be és adták át használatba a helyi önkormányzatnak. Ekkor jött létre a szamosújvári Magyar Tannyelvű Elmélet Líceum, 2018-tól Kemény Zsigmond Elméleti Líceum. Az intézmény létrehozásával befejezték a nyugat-belső mezőségi és szamosháti szórványoktatás stratégiai fejlesztését. A beruházás értéke meghaladta a 2 millió eurót.

## Téka Díj
2010-ben a Téka Díj létrehozásával a Téka Alapítvány értékelni kívánta a munkáját támogató személyiségeket, intézményeket.
A díj egy bronzból készült plakett, amely az aradi Szabadság-szobrot és a kolozsvári Mátyás-szobrot restauráló Kolozsi Tibor szobrászművész alkotása és a merített papírra nyomtatott emléklap, rajta a laudációból vett idézettel.

### Téka-díjazottak
2010 – Csete Örs, az Apáczai Közalapítvány és az EMET igazgatója 
2011 – Entz Géza, a Pro Professione Alapítvány elnöke; Varga Attila, NEFMI-főtanácsos
2012 – Kötő József; Goldschmiedt József, az Égtájak Iroda volt igazgatója
2013 – Harangozó Imre néprajzkutató
2014 – Kallós Zoltán néprajzkutató; Balázs Bécsi Vilmos, mérnök, néptáncoktató
2015 – Szép Gyula, a Kolozsvári Állami Magyar Opera igazgatója; Vákár István, a Kolozs Megyei Tanács alelnöke
2017 - Magyarország Miniszterelnökségének Nemzetpolitikai Államtitkársága
2018 - Bethlen Gábor Alap; Ignitas Egyesület
2019 - Fehér Korcz Judit, Fehér Csaba, Aba, Magyarország
2020 - Novák Ferenc „Tata”

## Téka-kiadványok
A Téka Alapítvány gondozásában jelentek meg a következő kiadványok:
- Panek Kati: A nagyapaember – 2009, Téka Alapítvány, Szamosújvár
- A táncháztól a nemzeti intézményig – 2013, Téka Alapítvány, Szamosújvár
- Balázs Bécsi Attila: Szamosújvári örökség - Építészeti emlékek térben és időben – 2013, Téka Alapítvány, Szamosújvár
- A megmaradás falai – 2018, Téka Alapítvány, Szamosújvár
- Székely Melinda: A magyar lakodalom változása Ördöngösfüzesen – 2018, Téka Alapítvány, Kriza János Néprajzi Társaság, Kolozsvár

## Elismerések
- 2000 – Ipolyi Arnold-díj
- 2008 – Kisebbségekért Díj – Külhoni Magyarságért Tagozata
- 2009 – Nemzeti Jelentőségű Intézmény – Magyarország kormánya részéről
- 2013 – Magyarország Országgyűlésének Ezüst Emlékérme
- 2016 - a Romániai Magyar Pedagógus Szövetség Díszoklevele az iskola felépítéséért
- 2017 – Művészetért Díj
- 2019 – Prima Díj – Magyar népművészet és közművelődés kategóriában[2]
- 2024 – Magyar Örökség Díj a közösségépítő munkájáért[3]